# کریستوفر استیونز
کریستوفر استیونز (۱۹۶۰-۲۰۱۲ میلادی) (به انگلیسی: John Christopher "chris" stevens) دیپلمات آمریکایی و هیجدهمین سفیر دولت ایالات متحده آمریکا در لیبی بود. او در سال ۲۰۱۱ همزمان با آغاز انقلاب مردمی لیبی که علیه معمر قذافی انجام شد، نماینده ویژه دولت آمریکا و رابط ویژه با شورای ملی انتقالی لیبی بود.
کریستوفر استیونز در ۱۱ سپتامبر ۲۰۱۲ در حمله‌ای که به دلیل تظاهرات علیه ساخت فیلم بی‌گناهی مسلمانان به سفارت آمریکا در بنغازی شده بود و مهاجمین سفارت را به آتش کشیدند و به همراه سه نفر از اعضای سفارت به علت استنشاق دود بسیار کشته شدند.